# 鄭己
鄭己，直隶山海衛人，明朝官員、進士出身。

## 生平
成化二年（1466年），考上進士，出任監察御史。后出任陝西巡按。定西侯蔣琬鎮守甘肅期間，鄭己準備彈劾他，結果反被蔣琬彈劾，鄭己被貶至宣府。